# Liste von Automuseen in Portugal

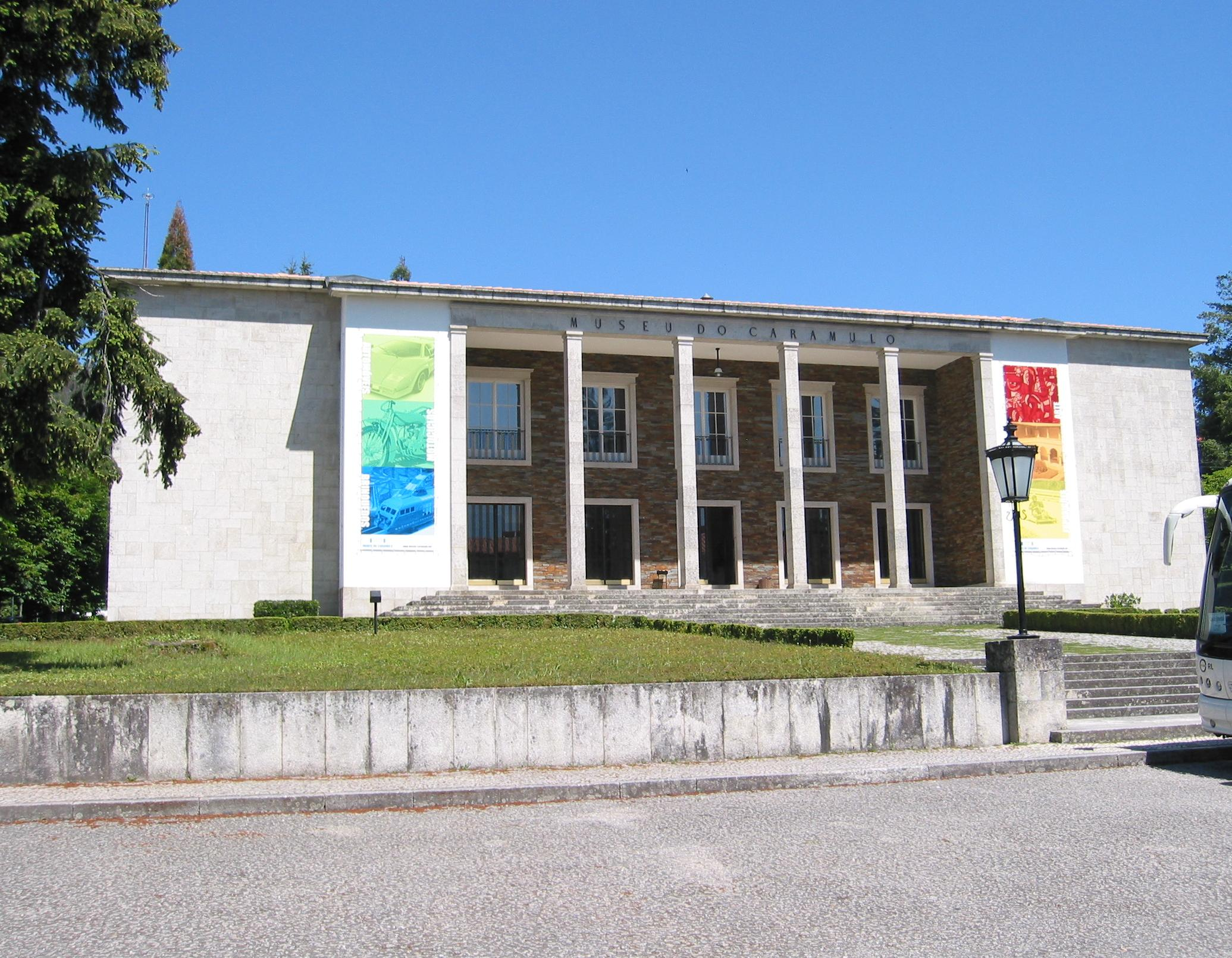
Museu do Caramulo in Caramulo

Die Automuseen in Portugal sind üblicherweise ganzjährig mit festen Öffnungszeiten geöffnet.

## Tabellarische Übersicht
Die Tabelle ist absteigend nach der Anzahl der ausgestellten Personenkraftwagen sortiert, und bei gleicher Anzahl alphabetisch aufsteigend nach Ort. In der Spalte Stand ist das Jahr angegeben, auf das sich die Angaben Anzahl ausgestellter Pkw und Besondere Pkw beziehen. Die Auflistung in der Spalte Besondere Pkw erfolgt alphabetisch.
| Name des Museums                     | Ort           | Beschreibung                                                                                     | Anzahl ausgestellter Pkw | Stand | Besondere Pkw |
| ------------------------------------ | ------------- | ------------------------------------------------------------------------------------------------ | ------------------------ | ----- | --- |
| Museu do Caramulo                    | Caramulo      | Autos und Motorräder                                                                             | 59                       | 2009  | Abadal 25 HP 1914, AC 8 HP Six 1927, Bugatti 57 C Atalante 1938, Darracq 12 PS 1902, Dima Rennsportwagen 1954, Ferrari 195 Inter 1951, Hispano-Suiza H 6 1924, Minerva 20 CV Type PP 1923, Packard 433 (305) 1927, Panhard & Levassor Type X46 1927, Peugeot Typ 19 1899 und Unic AI 12 PS 1909 |
| Museu dos Transportes e Comunicações | Porto         | Technikmuseum mit Autos                                                                          | 30                       | 2009  | Alvis Speed 20 SC 1935, Ansaldo 4 F 1927, Bozier Voiturette 1903, Le Zèbre Voiturette 1914, Marlei 1950, Mochet Velocar Type H 1947, Motobloc Type OB 1914–1919, Panhard & Levassor Viersitzer 1895 und Sado 550 1982                                                                           |
| Museu do Automóvel Fafe              | Fafe          | Autos                                                                                            | 23                       | 2009  | Charron Charronette 1922, De Dion-Bouton 1906, Jeffery Runabout 1915, Lancia Fulvia 1967, Secqueville-Hoyau 1920 und Willys-Overland Knight 70 A 1927 |
| Museu do Automóvel Antigo            | Paço de Arcos | Autos, wechselnde Ausstellung, im Jahre 2003 Schwerpunkt Ford, im Jahre 2009 Schwerpunkt Citroën | 16                       | 2009  | Citroën 5 CV 1922, DS 1957, Traction Avant als Limousine, Cabriolet und Lieferwagen, Ford Modell A 1931, Modell T 1912 und Rochet-Schneider 20 CV 16500 1924 |
| Auto Museu da Maia                   | Maia          | Autos                                                                                            |                          |       | |